# Fuxi, Guangdong
Fuxi är en köping i sydöstra Kina. Den ligger i Renhua härad i staden Shaoguan i provinsen Guangdong, omkring 240 kilometer norr om provinshuvudstaden Guangzhou. Antalet invånare är 9 407. Befolkningen består av 4 667 kvinnor och 4 740 män. Barn under 15 år utgör 20,0 %, vuxna 15-64 år 69 %, och äldre över 65 år 10,0 %.